# Moravița, Tărgoviște
Moravița (în bulgară Моравица) este un sat în comuna Antonovo, regiunea Tărgoviște,  Bulgaria. 

## Demografie
Componența etnică a satului Moravița
     Bulgari (11,45%)
     Turci (3,64%)
     Romi (83,85%)
     Nicio identificare (1,04%)
La recensământul din 2011, populația satului Moravița era de 192 locuitori. Din punct de vedere etnic, majoritatea locuitorilor (83,85%) erau romi, existând și minorități de bulgari (11,45%) și turci (3,64%). Pentru 1,04% din locuitori nu este cunoscută apartenența etnică.